# Eddy Ratti
Eddy Ratti (Codogno, Província de Lodi, 4 d'abril de 1977) és un ciclista italià, professional des del 2008 al 2012. En el seu palmarès destaca la Volta a Hokkaidō de 2005.
El gener del 2010, va donar positiu per EPO en un control de l'UCI. Va ser suspès durant dos anys.

## Palmarès
- 1999
  - 1r a la Coppa Colli Briantei
  - 1r a la Freccia dei Vini
- 2002
  - 1r al Trittico Lombardo
  - 1r a la Tre Valli Varesine
  - 1r al Due Giorni Marchigiana
  - Vencedor d'una etapa a la Rothaus Regio-Tour
- 2005
  - 1r a la Volta a Hokkaidō i vencedor de 2 etapes
- 2006
  - Vencedor d'una etapa a la Setmana Ciclista Llombarda
- 2008
  - 1r a l'Istrian Spring Trophy i vencedor d'una etapa
  - 1r al Gran Premi de la indústria i l'artesanat de Larciano
  - Vencedor d'una etapa al Brixia Tour

### Resultats a la Volta a Espanya
- 2001. 110è de la classificació general
- 2002. Abandona